# Héctor Federico Gallardo Lozano
Héctor Federico Gallardo Lozano es un abogado y político colombiano, quien se desempeñó como Gobernador del Departamento de Arauca.

## Biografía
Formación Académica y Trayectoria Profesional
Héctor Federico Gallardo Lozano es abogado graduado de la Universidad Santo Tomás en Bucaramanga. Complementó su formación con especializaciones en Ciencia Política (con énfasis en resolución de conflictos), Gestión Pública, Responsabilidad y Daño Resarcible, y Derecho Médico, adquiridas en instituciones de prestigio como la Universidad Nacional de Colombia y la Universidad Externado de Colombia. Su perfil académico refleja un compromiso con el fortalecimiento institucional, la gobernanza territorial y la promoción de derechos en contextos complejos.
Su carrera pública abarca más de tres décadas, destacándose en cargos estratégicos como Consejero Intendencial, Diputado del Departamento de Arauca, Secretario de Educación, Secretario de Obras Públicas y Secretario de Gobierno del mismo departamento. Durante su gestión en estos roles, lideró proyectos de infraestructura, fortaleció los procesos de gobernanza y mantuvo un enfoque en la inclusión social. Su labor en estos espacios le permitió consolidar una reputación como un defensor de los intereses regionales y un promotor de la concertación comunitaria.
Gobernación de Arauca: Liderazgo y Desafíos
En las elecciones regionales de 2000, se presentó como candidato a la Gobernación por el Partido Liberal, resultando electo para el cargo en el mandato 2001-2003. Gallardo Lozano asumió la Gobernación de Arauca en un periodo crítico, caracterizado por un aumento de la violencia armada en la región y una debilidad estructural del Estado. Arauca, considerado un territorio estratégico por su posición fronteriza y sus recursos, enfrentaba un complejo panorama político y social que incluía la presencia de grupos insurgentes como el Ejército de Liberación Nacional (ELN) y la consolidación de actores paramilitares, facilitados en parte por vacíos institucionales y redes de corrupción documentadas en investigaciones previas (García Villegas et al., 2012).
Desde su posición como Gobernador, promovió políticas públicas enfocadas en mejorar la seguridad ciudadana, fortalecer la infraestructura y generar transparencia en el uso de regalías. Estas iniciativas buscaban combatir la percepción de abandono estatal y mejorar las condiciones de vida en una región históricamente marginada (Comisión de la Verdad, 2022). Sin embargo, su mandato se desarrolló en un contexto de alta conflictividad política, donde las dinámicas nacionales jugaron un papel determinante en los desafíos que enfrentó su administración.
Durante su mandato tuvo que afrontar el crecimiento de la violencia armada en el departamento.
Destitución y Persecución Política
En octubre de 2001, el Consejo de Estado ordenó la suspensión provisional de Gallardo Lozano como Gobernador, argumentando inhabilidades derivadas de su ejercicio como Secretario de Gobierno un año antes de su elección. Este fallo se dio en un contexto político en el que, según diversos informes, el gobierno nacional presidido por Álvaro Uribe Vélez utilizó mecanismos institucionales y alianzas con grupos armados para debilitar liderazgos locales no alineados con su administración (Murillo Delgadillo, 2008).
La Comisión de la Verdad (2022) documentó que, durante el gobierno de Uribe Vélez, la eliminación de mandatarios regionales mediante destituciones, persecuciones judiciales y asesinatos sistemáticos configuró una estrategia de reconfiguración territorial. Esto, a menudo, involucró el apoyo de estructuras paramilitares que actuaron como brazo político y militar para consolidar el control del poder regional (Comisión de la Verdad, 2022).
Gallardo Lozano, quien fue reemplazado por un gobernador afín al gobierno central, denunció públicamente que su destitución era parte de una persecución política dirigida contra líderes liberales en Arauca, una región históricamente disputada por su riqueza en regalías petroleras y su ubicación estratégica (García Villegas et al., 2012).
Secuestro y Judicialización
Tras su destitución, Gallardo fue secuestrado por el ELN, quienes lo mantuvieron cautivo durante dos meses, sometiéndolo a un "juicio político" por su gestión como Gobernador. Este acto reflejó no solo las tensiones entre el gobierno local y los grupos insurgentes, sino también la fragilidad institucional de la región. Posteriormente, en 2003, Gallardo fue arrestado por la Fiscalía General bajo acusaciones de colaboración con el ELN, incluyendo el presunto apoyo electoral recibido por este grupo en las elecciones de 2000 (Murillo Delgadillo, 2008).
En el marco de los falsos positivos judiciales del gobierno Uribe y tras más de dos años de prisión fue archivado el proceso por el Tribunal Judicial de Arauca, luego de decretar la nulidad de los testimonios contra los acusados. Esta decisión ha generado especulación sobre si fue parte de un patrón de judicialización selectiva contra opositores políticos. Sin embargo, no puede confirmarse plenamente esta teoría, ya que Gallardo no continuó defendiéndose activamente por temor a que las represalias políticas en su contra se intensificaran. Este contexto evidencia las complejidades de la persecución política en zonas periféricas durante ese periodo (Comisión de la Verdad, 2022).
Aunque no volvió a ocupar cargos públicos, posteriormente fue presidente del Directorio Departamental del Partido Liberal en Arauca.